# Banco Central de Arabia Saudita
El Banco Central de Arabia Saudita (en inglés: Saudi Central Bank; en árabe: البنك المركزي السعودي‎, romanizado: Al-Bank Al-Markazi Al-Saudi, abreviado SAMA), establecido en 1952, es el banco central del Reino de Arabia Saudita. Hasta 2021 fue conocido como la Autoridad Monetaria de Arabia Saudita.

## Historia
Antes del establecimiento de la Autoridad Monetaria Saudí, el Saudi Hollandi Bank, una sucursal de los países Bajos, Sociedad de Comercio a partir de 1926, actuó de hecho como un banco central. Se mantuvo el Reino de las reservas de oro y recibió ingresos del petróleo en nombre del gobierno de Arabia saudita. En 1928 se prestó asistencia en el establecimiento de una nueva moneda de plata saudita, encargada por el Rey Abdulaziz , que se convirtió en la primera moneda independiente del Reino. El Saudi Hollandia Bank cedió sus responsabilidades a la SAMA cuando fue establecida en 1952 y se convirtió en un modelo para otros bancos extranjeros del Reino.
Abdallah Sulaimán, fue un Najdi de origen humilde que trabajó duramente desde su puesto de secretario hasta primer ministro de Hacienda y confidente cercano del Rey Abdulaziz. Sulaiman sorprendentemente se involucró en probablemente el más significativo intento de racionalización administrativa en la década de 1950: la creación de la Autoridad Monetaria de Arabia Saudita (SAMA); conocida como Agencia Monetaria de Arabia Saudita.
En la década de 1950 el caos monetario reinaba en Arabia Saudita. Interesado en, al menos, un mínimo de estabilidad económica, la embajada de los Estados Unidos y Aramco lograron convencer al rey de aceptar consultores de EE. UU. en el Reino. El asesor estadounidense Arthur Young logró convencer a Sulaimán, y el rey de la necesidad básica de la regulación monetaria y bancaria. Young recibió las órdenes del rey de crear en unas pocas horas los estatutos básicos del SAMA. SAMA obtenía sus ingresos mediante el cobro al gobierno por sus servicios. Su primer líder fue también un americano, y los contables fueron contratados de Líbano. El rey Abdulaziz y Sulaiman fueron convencidos de la necesidad primordial de la creación de instituciones en este sector estratégico. Después de que el Ministerio de Finanzas temporalmente dejara de lado a SAMA, en 1957, el gobierno fue asumido por otro expatriado, el pakistaní Anwar Ali, quien había llegado al país desde una misión del Fondo Monetario Internacional y ocupó el puesto como un hombre de confianza del Rey Faisal, hasta su muerte, en 1974. A diferencia de otros "ministerios feudales," los líderes contaban con autonomía relativa y las reformas de Abdulaziz y Faisal para convertirse en uno de los mejores bancos centrales en el Medio Oriente.
En el momento de su creación, Arabia Saudita no contaba con un sistema monetario propio. Se usaban divisas extranjeras, junto con monedas de plata de Arabia Saudita. Aún no se habían emitido billetes bancarios. La función de banca era llevada a cabo por sucursales de bancos extranjeros. Por lo tanto, la primera tarea de la SAMA fue desarrollar una moneda propia. El SAMA también se prestó atención a la necesidad de promover el crecimiento de un sistema bancario nacional. En marzo de 1961, Arabia Saudita adoptó el riyal saudí, de conformidad con el Artículo VIII de los Acuerdos del Fondo Monetario Internacional. En la década de 1970 y principios de 1980, el SAMA se centró en el control de la inflación ya que la economía estaba en auge, en la expansión del sistema bancario, y la gestión de reservas de divisas. A partir de mediados de la década de 1980, sus prioridades han sido la de introducir las reformas de los mercados financieros.
A partir del 4 de diciembre de 2016, el nombre ha sido cambiado de Agencia Monetaria de Arabia saudita a Autoridad Monetaria de Arabia Saudita; pero el acrónimo en inglés sigue siendo SAMA. El cambio se debe a una traducción más exacta del árabe, por tanto el nombre original no cambia.

## Funciones
SAMA es el banco central de Arabia Saudita y tiene como funciones la emisión de la moneda nacional, el Saudi Riyal, la supervisión de los bancos comerciales, la gestión de reservas de divisas extranjeras, promover la estabilidad de precios y de tipo de cambio, y garantizar el crecimiento y la solidez del sistema financiero, operando diversos sistemas de pago financieros, tales como sistemas de MADA (previamente SPAN), SARIE, y SADAD.

## Dirección y estructura interna
Un consejo de administración supervisa las operaciones de SAMA. Este está formado por el gobernador, vicegobernador, y los otros tres miembros designados del sector privado. El mandato es de 4 años para el gobernador y vicegobernador, prorrogable por Real decreto, y de 5 años para los otros miembros, también ampliables mediante Real decreto. Los miembros de la junta directiva no puede ser removida excepto por Real decreto.
La administración está formada por el gobernador, el vicegobernador y cinco subgobernadores.

### La junta de Directores
| Nombre                                      | Posición       |
| ------------------------------------------- | -------------- |
| Gobernador, Dr. Ahmed Abdulkarim Alkholifey | Presidente     |
| Vicegobernador, Abdulaziz Salih Alfuraih    | Vicepresidente |
| Hamad S. Al Sayari                          |                |
| Muhammad Obaid bin Sa'id bin Zagar          |                |
| Abdulaziz bin Muhammad Al Athel             |                |

### Antiguos gobernadores
| Nombre                   | Mandato     |
| ------------------------ | ----------- |
| Muhammad Al Jasser       | 2009 - 2011 |
| Hamad Ibn Saud Al Sayari | 1983 - 2009 |
| Abdul Aziz Al-Quraishi   | 1974 - 1983 |
| Anwer Ali                | 1958 - 1974 |
| Ralph Standish           | 1954 - 1958 |
| George A. Blowers        | 1952 - 1954 |